# Parti de gouvernement
 (juin 2014).
Un parti de gouvernement désigne un parti politique qui obtient, de façon récurrente ou périodique, une majorité parlementaire et accède à l'exercice du pouvoir exécutif.
Par exemple, aux États-Unis, le Parti démocrate et le Parti républicain sont considérés comme des partis de gouvernement. En France, depuis 1981, seuls le Parti socialiste, le Rassemblement pour la République, l'Union pour un mouvement populaire et La République en marche (renommé Renaissance en 2022) ont pu accéder au pouvoir, ce qui fait d'eux des partis de gouvernement selon cette définition moderne.